# Corriere di Reggio
Il Corriere di Reggio è stato un settimanale fondato a Reggio Calabria da Filippo Aliquò Taverriti nel 1953 ed in stampa sino alla metà degli anni novanta.